# Ferdinand Fredrik Notini
Ferdinand Fredrik Notini, född 14 juli 1871 i Köpenhamn, död 10 januari 1920 i Stockholm, var en svensk bildhuggare.
Han var son till Ferdinand Notini och Anna (Hannah) Summers och gift med Anna Kristina Amalia Jonsson samt bror till Edwin Notini. Efter utbildning för sin far och farbror Axel Notini studerade han för olika bildhuggare i Sverige, Köpenhamn och Kristiania. Under sin tid i Norge etablerade han en egen verkstad som han drev i sex år därefter flyttade han till Stockholm och etablerade 1907 en egen bildhuggerifirma. Bland hans arbeten märks ornamenteringar i prins Wilhelms Djurgårdspalats (nuvarande italienska ambassaden), prins Carls egendom i Östergötland, Thielska huset vid Östermalmsgatan och en gipsavgjutning av Charles Fribergs Karl XV-staty. Förutom större bildhuggeriarbeten arbetade han även med konstnärlig modellering och mindre skulpturer i brons. Makarna Notini är begravda på Norra begravningsplatsen utanför Stockholm.